# Anna Widing
Anna Christina Widing, född Ahlborg 24 februari 1970 i Mölndal, är en svensk skådespelare och musikalartist utbildad vid Balettakademiens musikallinje i Göteborg och Teaterhögskolan i Stockholm.
Widing har bland annat medverkat i musikaler som den svenska originalproduktionen av Rent där hon gjorde rollen som Maureen. För rollen blev hon nominerad till Guldmasken för "Bästa kvinnliga biroll" 2001. Widing har även medverkat i musikalerna Dracula, Trollkarlen från Oz, Spindelkvinnans kyss, Garbo The Musical, Kungen och jag, Candide och Dirty Dancing.
Hon har också gett ut skivor och medverkat i Melodifestivalen 2004 och 2005 under aliaset Claudia Cash i gruppen Pay TV. Anna Widing syntes även i rollen som Vicky i Kanal 5:s dokusåpaparodi Julbocken, där hon gjorde 12 avsnitt. Hon har även turnerat med soloföreställning Det som håller oss vid liv, med musik av Peter LeMarc. Långfilmen Förtroligheten, där Widing gör en mindre roll som polis, hade premiär 2013.

## Filmografi
- 2013 – Förtroligheten

## Teater

### Roller (ej komplett)
| År   | Roll                              | Produktion                                                      | Regi                   | Teater                 |
| ---- | --------------------------------- | --------------------------------------------------------------- | ---------------------- | ---------------------- |
| 1997 | Dalia                             | Spelman på taket Jerry Bock, Sheldon Harnick och Joseph Stein   | Georg Malvius          | Stockholms stadsteater |
| 1999 | Margot Frank                      | Anne Frank Lizzie Oved                                          |                        | Södra Teatern          |
| 1999 | Lady Thiang                       | Kungen och jag Richard Rodgers och Oscar Hammerstein II         | T.J. Rizzo             | Slagthuset             |
| 2001 | Maureen                           | Rent Jonathan Larson                                            | Nick Bye               | Göta Lejon             |
| 2002 | Ensemble US Mercedes da Costa     | Garbo The Musical Michael Reed, Jim Steinman och Warner Brown   | Scott Faris            | Oscarsteatern          |
| 2003 | Leticia                           | Till yrke: moderskap Griselda Gambaro                           | Cayetano Gunnarsson    | Aliasteatern           |
| 2004 | Lucy Westenra                     | Dracula Daniel Engström och Daniel Bergström                    | Anders Butta Börjesson | Teater Underground     |
| 2005 | Marta                             | Spindelkvinnans kyss John Kander, Fred Ebb och Terrence McNally | Ronny Danielsson       | Malmö Opera            |
| 2008 | Baronessan Apa Tunisiska kaptenen | Candide Leonard Bernstein , Lillian Hellmann och Richard Wilbur | Vernon Mound           | Wermland Opera         |
| 2011 |                                   | Det som håller oss vid liv Martin Karlsson och Peter LeMarc     | Martin Karlsson        | Stockholms stadsteater |
| 2012 | Vivian Pressman                   | Dirty Dancing Eleanor Bergstein                                 | Anders Albien          | Chinateatern           |

### Fotnoter
1. ↑  Sveriges befolkning 1980, Version 1.00, Sveriges Släktforskarförbund: Ahlborg, Anna Christina
2. ↑  Sveriges befolkning 2000, Version 1.03, Sveriges Släktforskarförbund: Widing, Anna Christina
3. ↑  Pia Huss (7 februari 1999). ”Hårt slit utan nerver och smärta”. Dagens Nyheter. http://www.dn.se/arkiv/kultur/teater-hart-slit-utan-nerv-och-svarta. Läst 27 augusti 2015.
4. ↑  ”Medverkande”. Slagthuset. Arkiverad från originalet den 4 mars 2016. https://web.archive.org/web/20160304103634/http://www.slagthuset.com/slagthuset/Museum/A.Kungen_och_Jag/Kung.Ensemble.html. Läst 27 augusti 2015.
5. ↑  ”GARBO THE MUSICAL”. Annica Edstam. http://home.swipnet.se/AnnikaEdstam/gg.html. Läst 22 september 2016.
6. ↑  Granath, Sara (25). ”Kvinnoporträtt utan undertext”. Svenska Dagbladet. http://www.svd.se/kvinnoportratt-utan-undertext. Läst 27 augusti 2015.
7. ↑  ”Spindelkvinnans kyss”. Arkiverad från originalet den 23 september 2015. https://web.archive.org/web/20150923180140/http://www.malmoopera.se/forestallningar/spindelkvinnas-kyss. Läst 27 augusti 2015.
8. ↑  ”Bernsteins Candide”. Wermland Opera. http://www.wermlandopera.com/evenemang/bernsteins-candide. Läst 23 september 2015.